# Ellis Island utolsó őre
Az Ellis Island utolsó őre (eredeti címe: Le dernier gardien d’Ellis Island) Gaëlle Josse francia író 2014-ben megjelent regénye. 2015-ben elnyerte az Európai Unió Irodalmi Díját, azóta több nyelvre lefordították.
Magyarul N. Kiss Zsuzsa fordításában a Vince Kiadónál jelent meg 2021 szeptemberében.
A regény nagyrészt egy képzelt személy, az Amerikába bevándorlók fogadóállomását irányító John Mitchell nyugdíjazása előtt írt naplója.

## Ellis Island, a sziget
Ellis Island az Egyesült Államok szövetségi tulajdonban lévő egyik szigete New Yorkban, a Szabadság-szoborhoz közel, a Hudson folyó torkolatában. A szigeten működött a 20. század első felében az Egyesült Államokba bevándorlók legforgalmasabb fogadó- és ellenőrzőállomása. Az 1892 és 1954 között fennállt intézmény épületeit később felújították és múzeummá alakították.

## Ismertetése

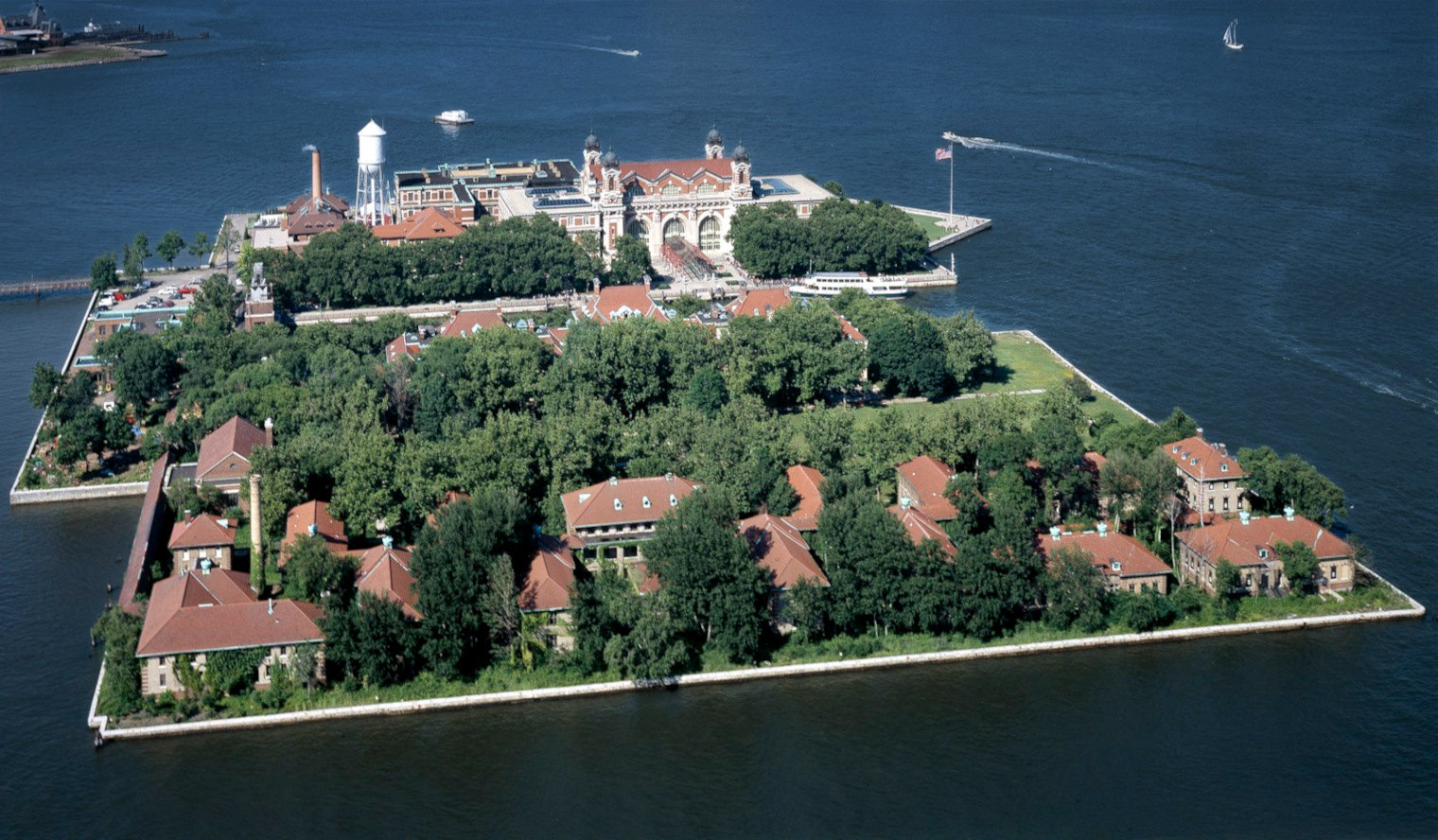
A sziget 2001-ben, légifelvétel

A véggel kezdődik a regény. „Még pár nap, és végeztem ezzel az életemet bekebelező szigettel. Végeztem a szigettel, melynek utolsó őre és utolsó foglya vagyok… Még kilenc nap, nincs haladék, és jönnek a Szövetségi Bevándorlási Hatóságtól, hogy hivatalosan bezárják az Ellis Island állomást.” A regény egy képzelt személynek, az intézmény parancsnokának 1954. november 3–11. között írt naplója. John Mitchell a szigeten töltött 45 év szolgálat után készül nyugdíjba menni és most pár nap alatt megpróbálja összefoglalni kellemes és nyomasztó emlékeit, élete legfontosabb eseményeit.
A napló a hely és a körülmények nosztalgiával és rezignációval keveredő leírásával kezdődik, majd a naplóíró gyerekkorával és barátja (Brian) húgával, Lizzel 1915-ben kötött boldog házasságával folytatódik. A szép emlékeknek azonban vége szakadt, amikor Liz 1920-ban fiatalon meghalt, itt temette el őt a szigeten. A gyász megviselte, magába zárkózott, egyre ritkábban járt át a városba, lefoglalta magát a napi munkával. Szeme előtt vonult át az Európából szegényen, kiszolgáltatottan érkező bevándorlók áradata. Ellátásukkal, a személyzettel, a hivatali ügyekkel foglalkozva teltek a békés évek, majd elérkezett a második világháború is. (Brian fia a partraszálláskor vesztette életét.)

Azután az emlékező váratlanul visszatér 1923-ra. A rendelkezések pontosan előírták, és ő lelkiismeretesen betartotta, kiket fogadhat be, vagy kiket utasít el és rendel hazájába visszaküldeni Amerika. Kétszer történt meg John Mitchell-lel, hogy megszegte a szabályokat; ahogy naplójában írja: „átléptem egy határvonalat.”
A két eset nem hasonlított egymásra, bár szereplőit ugyanaz az olasz hajó hozta 1923-ban. Az első egy leküzdhetetlen testi vonzalom, majd önváddal terhelt szerelem volt Nella, az olasz lány iránt, aki gyengeelméjű kisöccsével érkezett, hogy új hazát találjon; a második egy törvényellenesen – „ráadásul bevallhatatlan indítékból”– kiállított beutazási engedély az anarchista-gyanús Francesco Lazzarini számára. „Az volt a tisztem, hogy védjem a hazámat, védjem az ilyen bűnözőktól…, [mégis] Pár másodperc leforgása alatt hazaáruló lettem, feketén-fehéren.” (153., 160.)
Jóval 1945 után kezébe került egy kommunista disszidens magyar író könyve, akit az Államok nem fogadott be, ezért feleségével együtt Brazíliában telepedett le. „Én kopogtattam az aranykapun, és nem nyílt meg előttem. Olyan súlyos fenyegetést jelentettem a nagy Amerikára?” – olvasta a szemrehányó sorokat John Mitchell és szégyenkezve emlékezett 15 évvel korábbi találkozásukra a szigeten. 
A könyv epilógusában Andrew Logan halottkém gondosan elvégzi teendőit Ellis Island-en, majd utolsóként hagyja el a szigetet, zsebében az íróasztalon talált naplóval.

## Fogadtatása
A szerző regényéhez a novella-formát választotta. Három kis történetben három sorsot mutat be, melyek kibomlanak, keresztezik egymást és elválnak. „Ritkán olvasni ilyen érzékeny, megható és gördülékeny prózát. Gaëlle Josse-nak megvan az a tehetsége, hogy kevés szóval sokat tud kifejezni.”
„Gaëlle Josse regényében emberi sorsok és érzelmek kavarognak egy életösszegzés belső, érzelmi logikája szerint… megrendítő, érzelmileg túlfűtött szöveg, melynek mozgatórugója a személyesség és a végső elszámolás.”